# Uke Mochi
Uke-Mochi-No-Kami (保食神 en Japonés), también llamada Ogetsu-hime-no-kami u Ogetsu-no-hime, es la diosa sintoista japonesa de la fertilidad y los alimentos, creadora de la flora y la fauna, proveedora a través de la muerte de las sustancias vitales.
Su nombre significa: "el Genio de la Comida". Tiene a su cargo la tutela de los alimentos. Muerta por Tsukuyomi dio nacimiento a las cosas útiles, comestibles. El caballo y la vaca salieron de su cabeza; sus cejas produjeron los gusanos de seda; su frente dio el mijo; el arroz surgió de sus ojos, etc.

## La leyenda
Una vez Amaterasu, la diosa del Sol, envió a su hermano Tsukuyomi, dios de la Luna, como representante ante la diosa de los alimentos, Uke Mochi. Para celebrar, la diosa de los alimentos le ofreció una espléndida comida, creada de su boca y su nariz. Tsukuyomi estaba tan disgustado que mató a Uke Mochi.
Cuando Amaterasu supo del crimen de su hermano, se enojó mucho y no quiso verle más. Desde entonces, los hermanos viven separados, alternándose en el cielo. Por esto el día siempre sigue a la noche.
Pero la muerte de Uke Mochi no fue en vano, pues del cadáver de la diosa nacieron los “cinco cereales”: en sus ojos crecieron semillas de arroz, en sus orejas mijo, en sus genitales trigo, en su nariz judías pintas y en su recto soja. El dios Kami-musubi mandó recoger y sembrar estas semillas, para el bien de los mortales.
Por otra parte, en relatos más antiguos se culpa a Susanoo, dios de la tormenta, y no a Tsukuyomi.